# Eastrum
Eastrum (niederländisch Oostrum) ist ein Dorf in der Gemeinde Noardeast-Fryslân in der niederländischen Provinz Friesland. Es befindet sich nur wenige Kilometer östlich von Dokkum und hat 180 Einwohner (Stand: 1. Januar 2024).

## Geschichte
Eastrum wurde auf einer Warft erbaut, auf die später eine mittelalterliche Kirche gebaut wurde. Die Warft ist aber schon teilweise abgetragen. In dieser Warft wurden am 6. Februar 2006 Reste von Siedlungen der Trichterbecherkultur gefunden. Archäologische Untersuchungen ergaben, dass die Reste der Siedlung aus der Zeit von 3400 bis 2840 v. Chr. stammen müssen.
Bei den Resten handelt es sich um hunderte Tonwaren, abgenutzte Feuersteine, Steinwerkzeuge und Abfälle, die beim Schleifen von Feuersteinen entstanden sind. Dies lässt darauf schließen, dass die Gegend um Eastrum bereits früh bewohnt war.
Bis 1968 gab es in Eastrum eine Backsteinfabrik.